# Инцидент с A340 в Мельбурне
Инцидент с А340 в Мельбурне — авиационная авария, произошедшая ночью 20 марта 2009 года. Авиалайнер Airbus A340-541 авиакомпании Emirates выполнял плановый межконтинентальный рейс EK407 по маршруту Окленд — Мельбурн — Дубай, но во время вылета из Мельбурна ударился хвостом о взлётную полосу и, повредив стробоскоп и одну из антенн курсового радиомаяка, с трудом начал набор высоты. После сброса топлива самолёт совершил аварийную посадку в аэропорту Мельбурна. Никто из находившихся на его борту 275 человек (257 пассажиров и 18 членов экипажа) не пострадал.

## Самолёт
Airbus A340-541 (регистрационный номер A6-ERG, серийный 608) был выпущен в 2004 году (первый полёт совершил 4 ноября под тестовым б/н F-WWTX). 30 ноября того же года был передан авиакомпании Emirates. Оснащён четырьмя турбовентиляторными двигателями Rolls-Royce Trent 553A2-61. На день инцидента совершил 2598 циклов «взлёт-посадка» и налетал 22 526 часов.

## Экипаж
Самолётом управлял экипаж в составе четырёх пилотов и 14 бортпроводников.
- Командир основного экипажа налетал 8195 часов и 1372 из них на Airbus A340, а второй пилот налетал 8316 часов и 425 из них на Airbus A340[3].
- Командир сменного экипажа налетал 12 486 часов и 694 из них на Airbus A340, а второй пилот налетал 6438 часов и 543 из них на Airbus A340.

## Хронология событий
Airbus A340-541 борт A6-ERG выполнял рейс EK407 из Окленда и Дубай с промежуточной посадкой в Мельбурне. Первый отрезок маршрута (Окленд — Мельбурн) прошёл без происшествий. Согласно расписанию, лайнер должен был вылететь из Мельбурна в 22:30.
Как и планировалось, рейс 407 начал разгон по ВПП № 16 (её длина составляла 3657 метров) в 22:30. Когда лайнер набрал взлётную скорость и пилоты начали поднимать нос вверх, лайнер не оторвался от ВПП и его хвостовая часть ударилась о взлётную полосу и прочертила по ней несколько сотен метров, выпуская снопы искр. КВС взял управление и увеличил тягу всех четырёх двигателей до максимума как во время ухода на второй круг, но самолёт проехал всю длину ВПП и не оторвался от земли даже после выкатывания за её пределы.
Вскоре пилотам всё же удалось поднять лайнер в воздух, но при отрыве от земли на расстоянии 350 метров от торца ВПП он повредил стробоскоп, снеся одну антенну курсового радиомаяка высотой 1,8 метра, и повредил систему посадки по приборам для ВПП № 16. Также самолёт едва не задел ограждение по периметру аэропорта.
Рейс 407 начал набор высоты над заливом Порт-Филлип. Второй пилот просмотрел расчёты взлётных характеристик в своём бортовом компьютере и увидел, что при вводе данных о взлётной массе лайнера он допустил ошибку — в бортовой компьютер была внесена цифра 262,9 тонны вместо настоящих 362,9 тонны; из-за этого тяга для взлёта была меньше необходимого уровня.
Пилоты начали сброс авиатоплива для аварийной посадки и закончили это в 23:27, после чего узнали о задымлении в пассажирском салоне. Экипаж запросил немедленный возврат в аэропорт Мельбурна, и в 23:36 рейс EK407 благополучно приземлился на взлётную полосу № 34.

## Расследование
Расследование причин инцидента с рейсом EK407 проводило Австралийское бюро безопасности на транспорте (ATSB).
Во время расследования учитывалась информация об ошибке второго пилота, который внёс неверные данные о взлётной массе самолёта. Также необходимо было выяснить, почему эта ошибка осталась незамеченной до взлёта и почему экипаж не обнаружил причину недостаточной подъёмной силы.
Следователи обнаружили, что экипажу трудно заметить введённые неверные данные. По этой причине, ошибка второго пилота не была обнаружена. В результате этого Airbus начал работать над программой, чтобы помочь пилотам распознать причину недостатка подъёмной силы при взлёте.
В октябре 2011 года был опубликован окончательный отчёт расследования. Причинами аварии были названы следующие факторы:
- Второй пилот непреднамеренно ввёл вес в 262,9 тонны вместо настоящих 362,9 тонн;
- КВС отвлёкся на проверку взлётных характеристик и не заметил ошибку второго пилота;
- Во время проверки второй пилот сообщил о взлётном весе в 362,9 тонны вместо забитых 262,9 тонн.

## Последствия инцидента

### Дальнейшая судьба самолёта
Для ремонта самолёт был перенаправлен в штаб компании «Airbus» в Тулузе. 19 июня самолёт совершил рейс из Мельбурна в Тулузу на высоте ниже 3700 метров с промежуточными посадками в Перте, Сингапуре, Дубае и Каире. Самолёт был успешно отремонтирован и с 1 декабря 2009 года продолжил эксплуатироваться авиакомпанией Emirates, совершая рейсы малой и средней протяжённости.
В октябре 2014 года лайнер был списан и поставлен на хранение в аэропорту Тарб-Лурд-Пиренеи, где находится по сей день; при этом он сменил два бортовых номера — F-WJKI и F-WTAZ.

### Пилоты рейса 407
Следователи ATSB допросили пилотов рейса EK407, после чего они вернулись в Дубай, где им посоветовали уволиться из авиакомпании Emirates, что они и сделали.

### Номер рейса
Рейс EK407 в авиакомпании Emirates существует и поныне, но его маршрут сменился на Мельбурн — Дубай и по нему летает Airbus A380-800.

## Фотогалерея

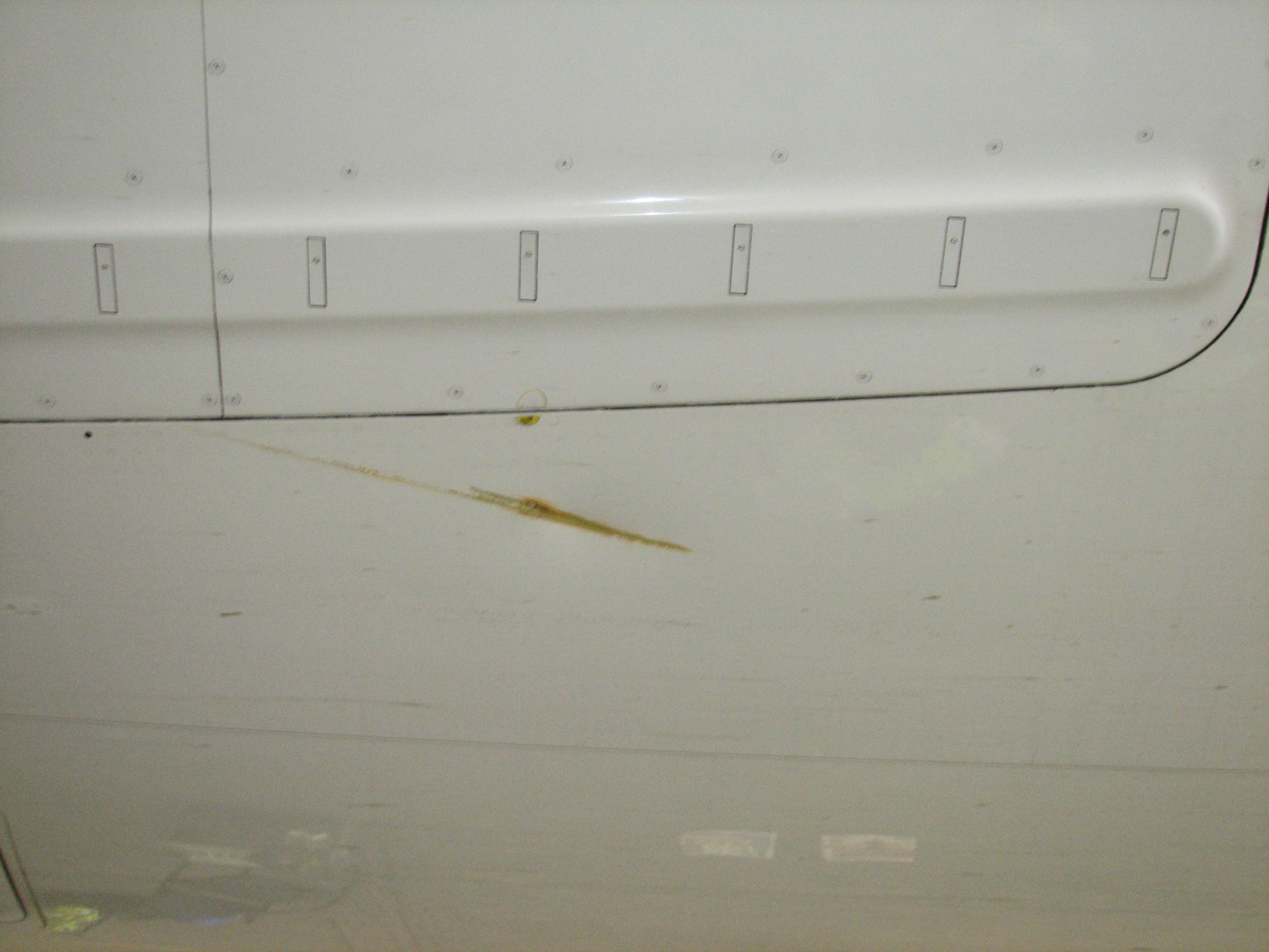
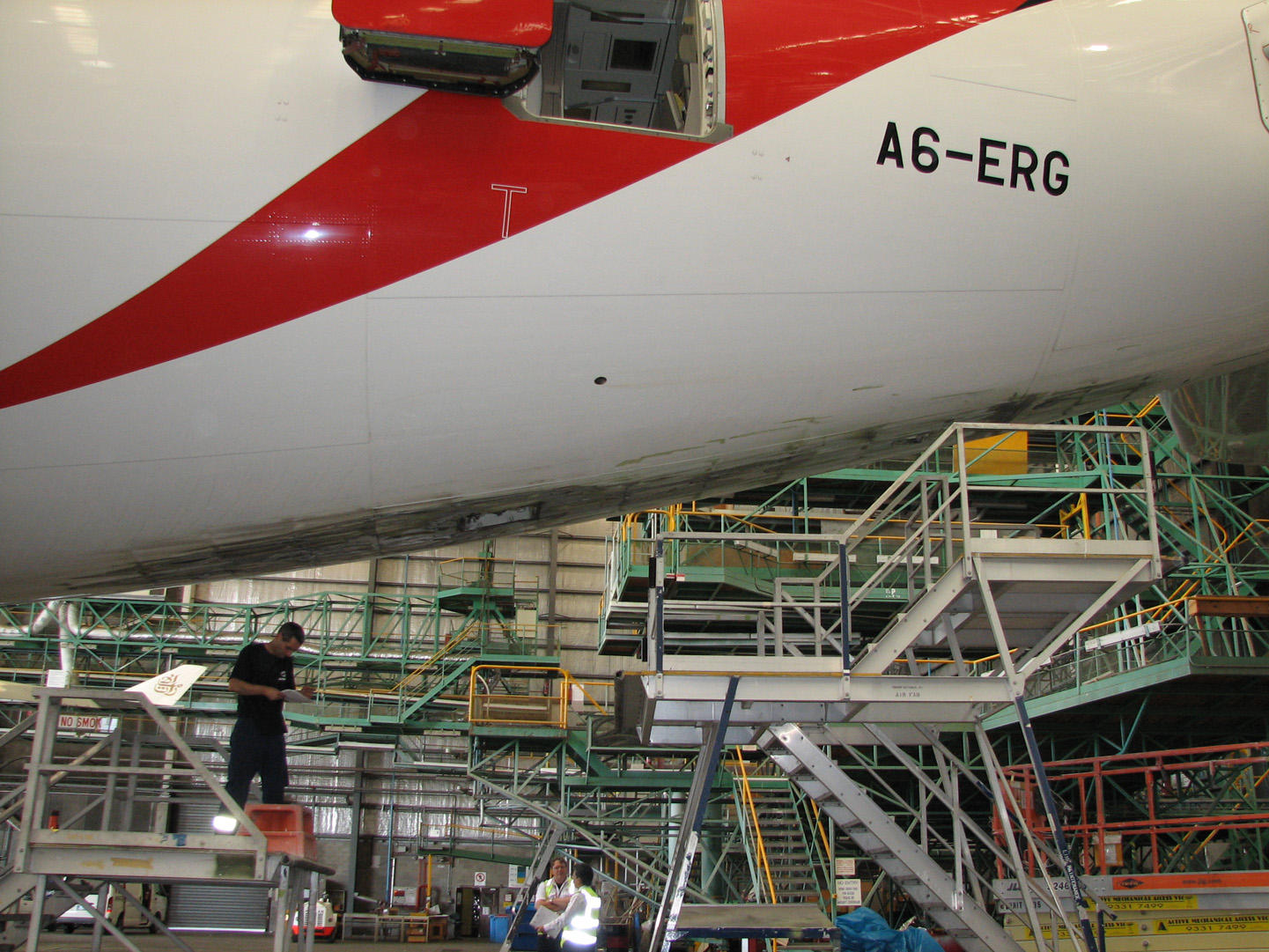
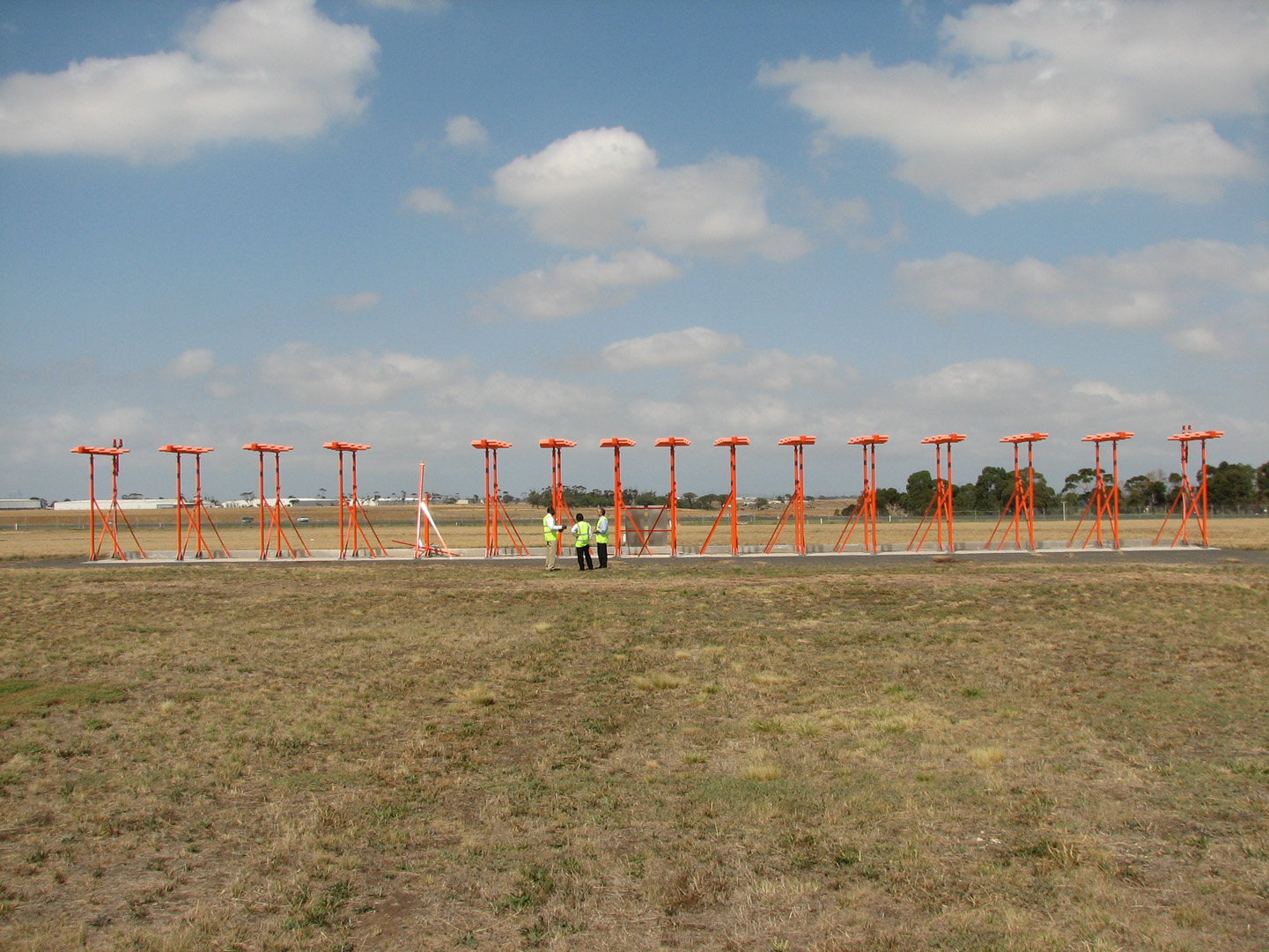
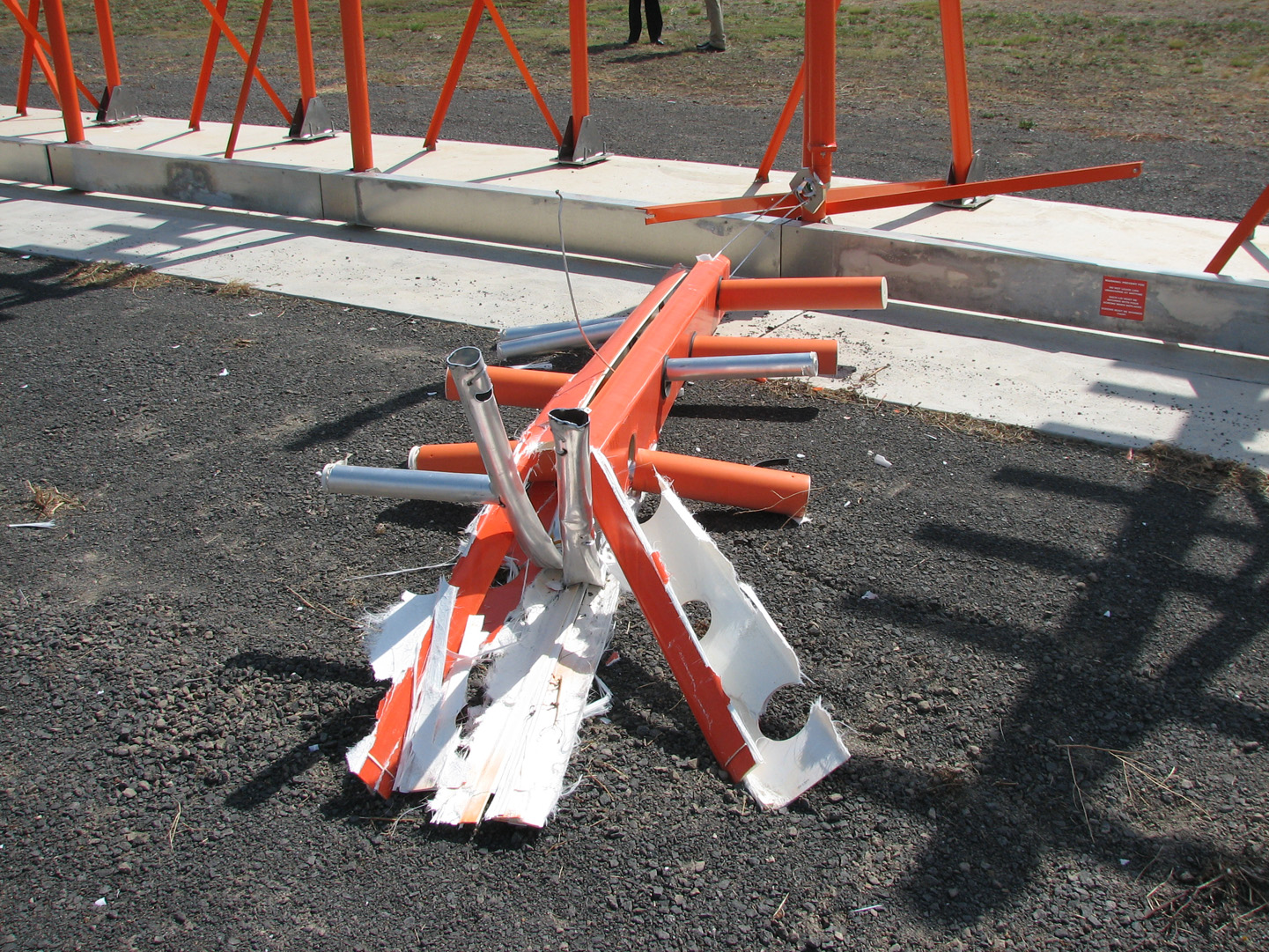
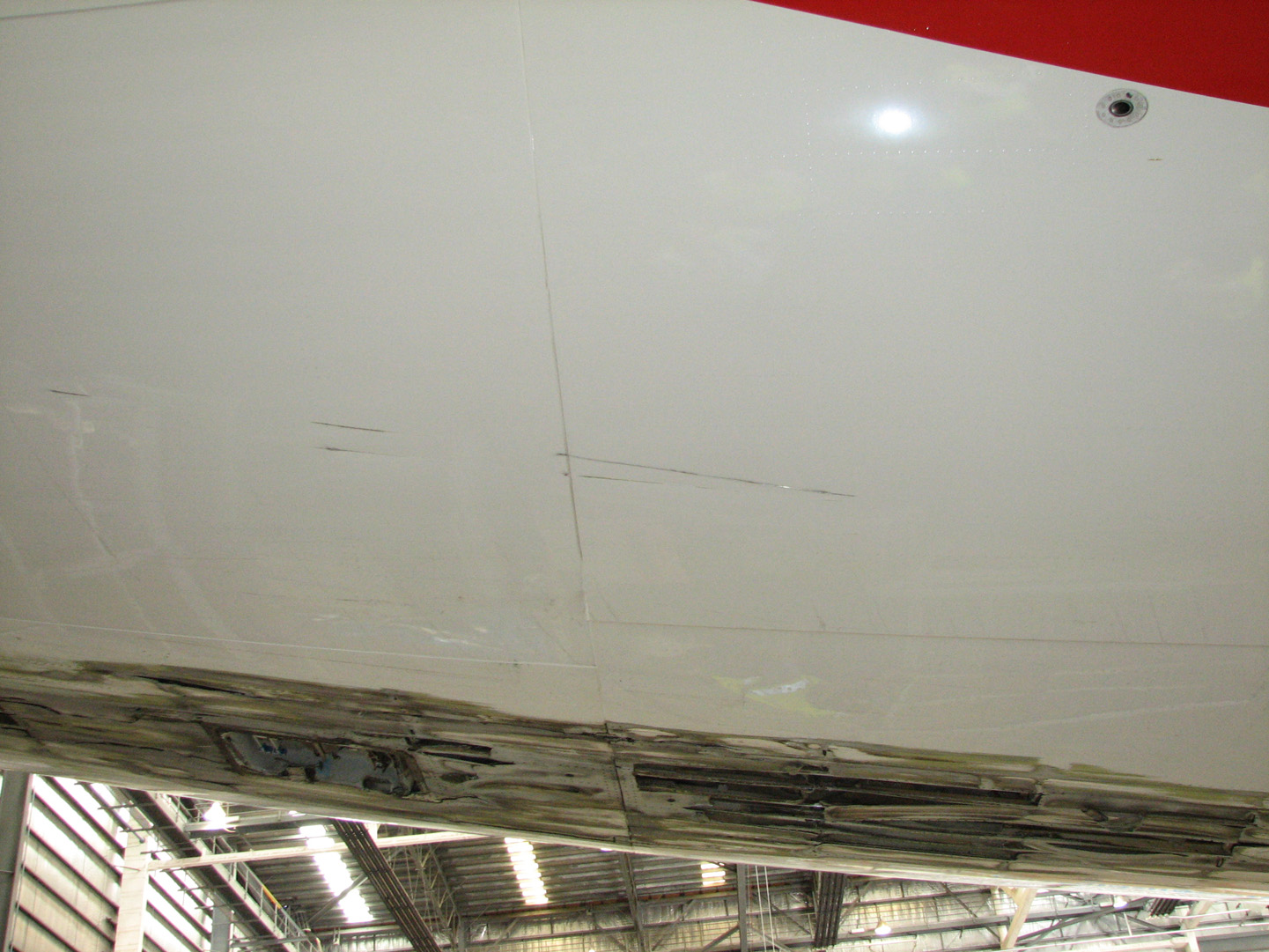
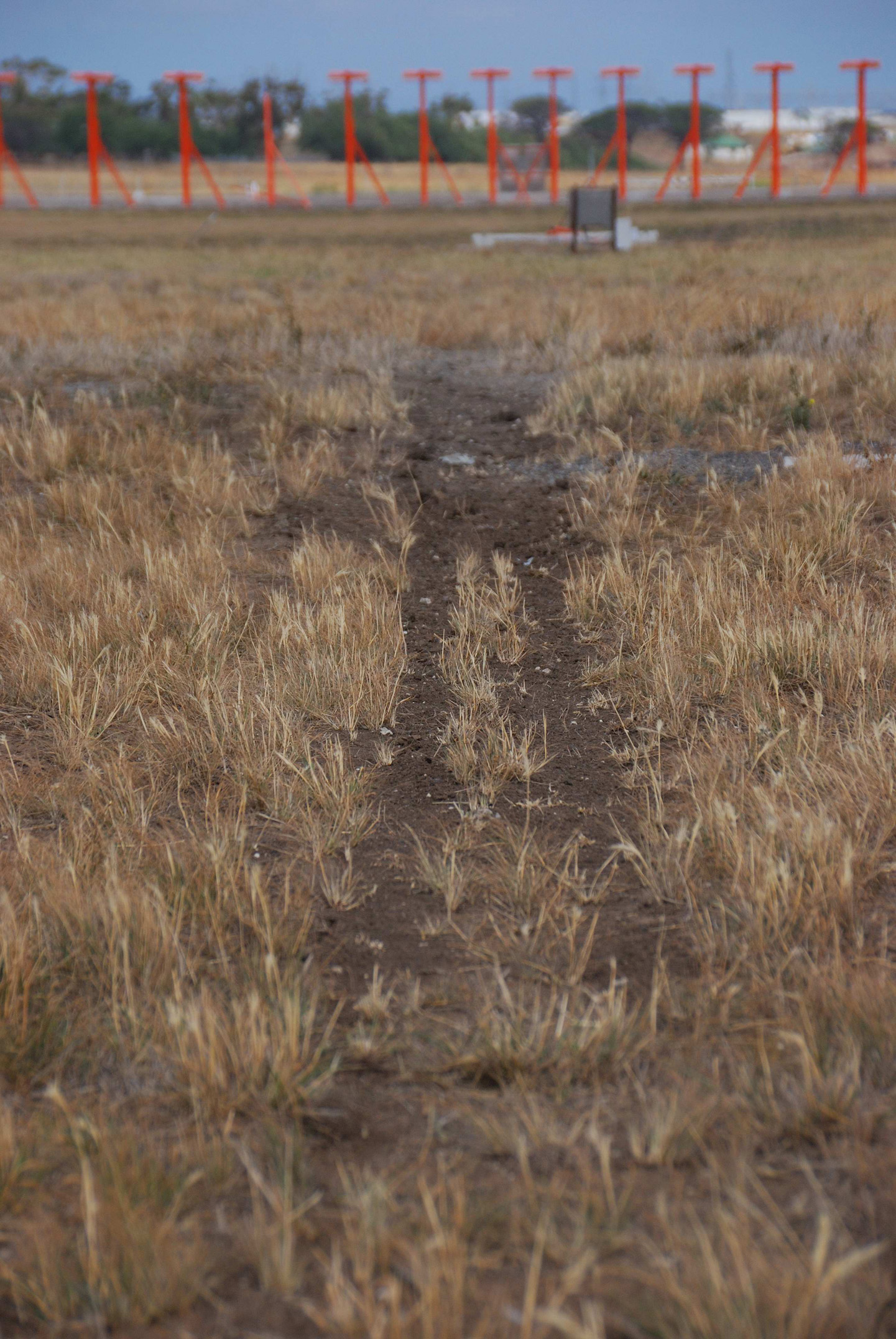
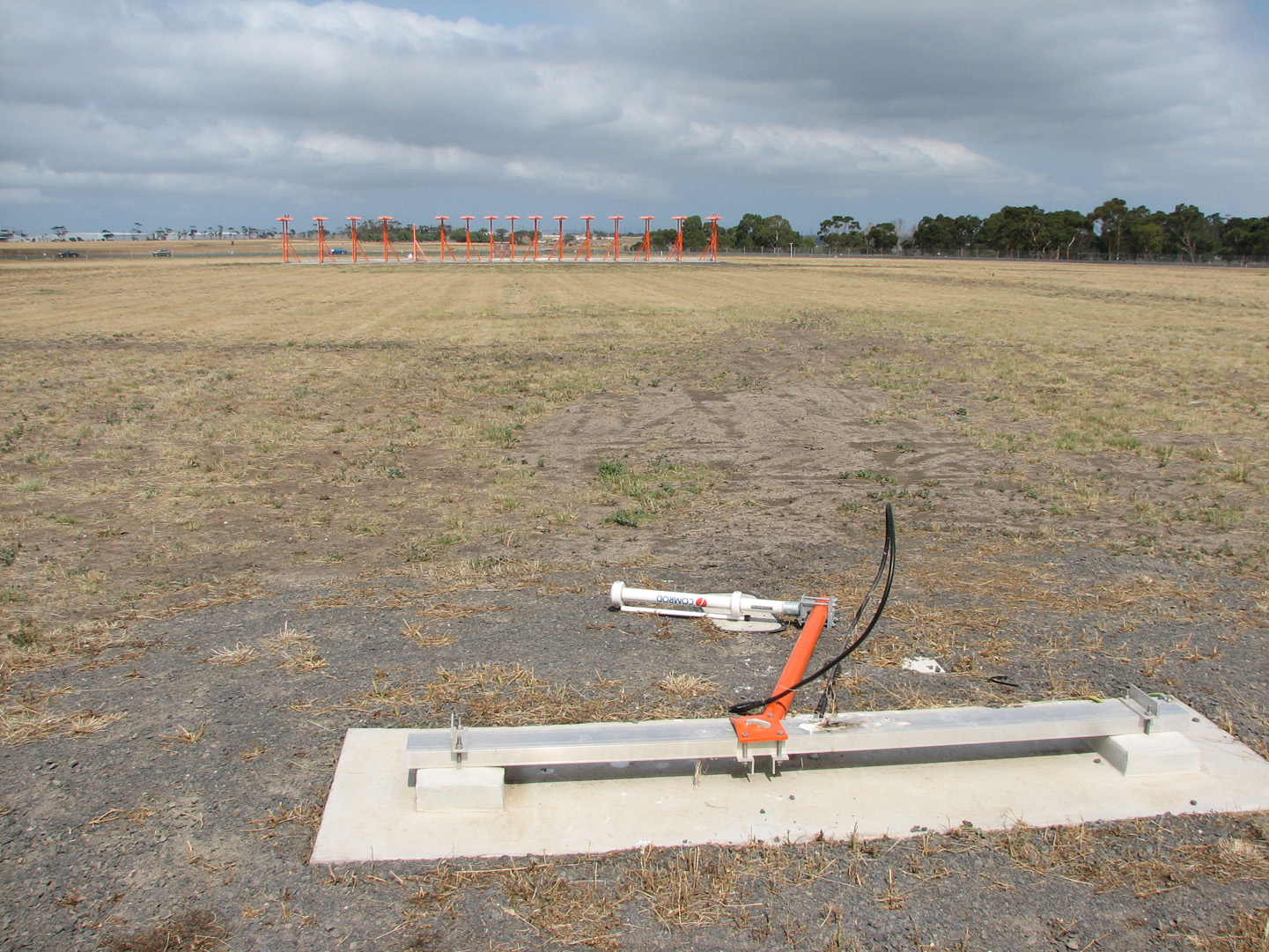